# Desierto de Rangipo
Desierto de Rangipo (en inglés: Rangipo Desert) es un desierto en Nueva Zelanda, situado en el distrito Ruapehu en la meseta volcánica de la Isla Norte, hacia el este de los tres picos conocidos como el monte Tongariro, el monte Ngauruhoe y el monte Ruapehu, y al oeste de la cordillera de Kaimanawa
El desierto de Rangipo recibe entre 1500 y 2500 mm de lluvia al año, pero se asemeja a un desierto a causa de una mala calidad del suelo, los vientos y la esterilización en masa de las semillas durante una serie de erupciones violentas, particularmente los flujos de ignimbritas hace unos 20.000 años. La vegetación es escasa y dispersa, y consiste principalmente en pequeñas hierbas y plantas.
Gran parte del desierto se encuentra a una altitud de más de 600 metros, y una proporción considerable de la misma es de más de 1000 metros sobre el nivel del mar.